# Hórreo Casa Reca (Villanueva de Aézcoa)

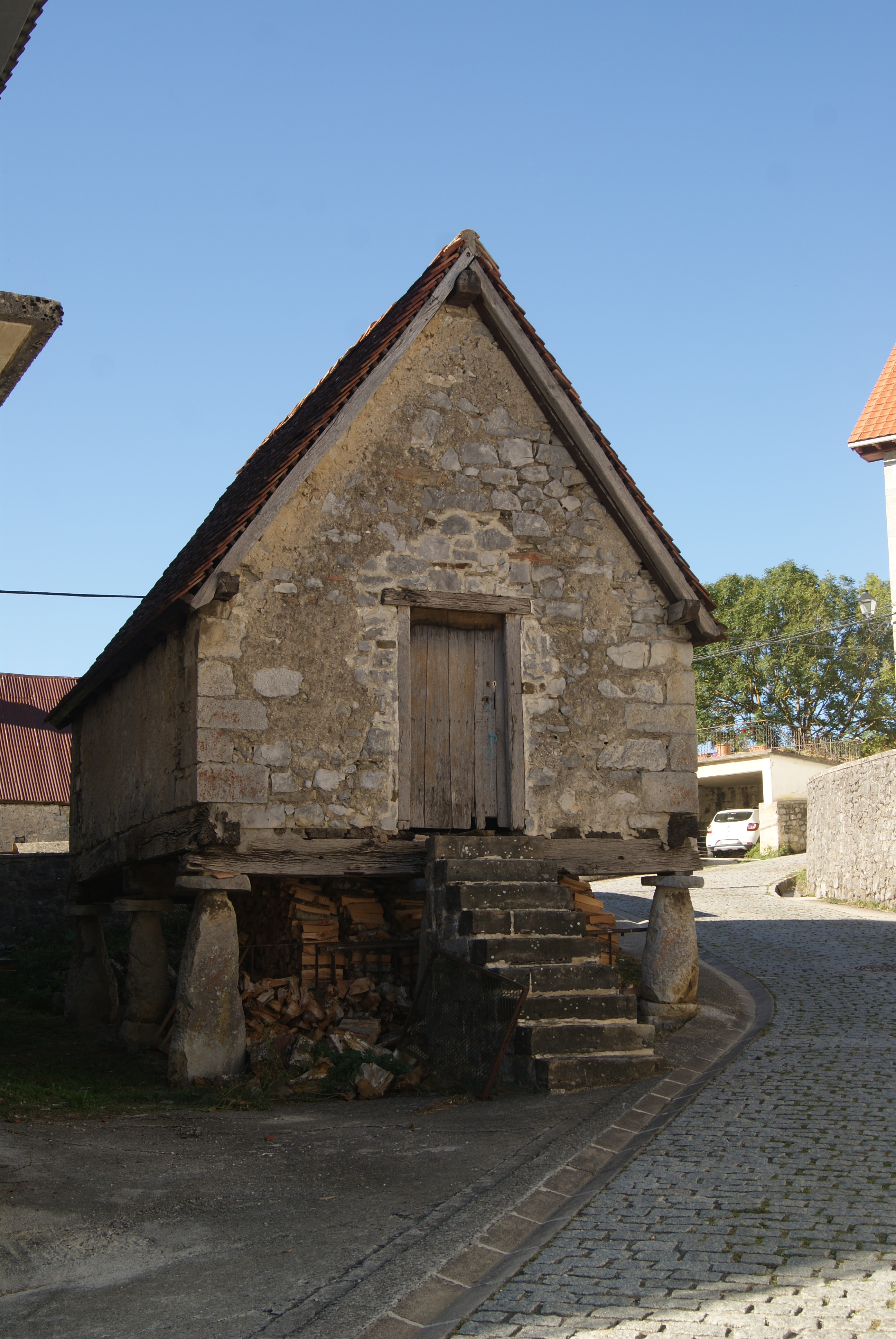
Hórreo Casa Reca in Villanueva de Aézcoa

Der Hórreo Casa Reca in Villanueva de Aézcoa, einer spanischen Gemeinde in der Autonomen Gemeinschaft Navarra, wurde vermutlich im 19. Jahrhundert errichtet. Der Hórreo in der Calle San Salvador ist seit 1993 ein geschütztes Kulturdenkmal (Bien de Interés Cultural).
Der Hórreo aus Bruchsteinmauerwerk mit Eckquaderung steht auf neun Pfeilern. Er besitzt ein Satteldach mit Ziegeldeckung. Den Eingang erreicht man über eine steinerne Treppe.